# Монталто деле Марке
Монталто деле Марке (итал. Montalto delle Marche) насеље је у Италији у округу Асколи Пичено, региону Марке.
Према процени из 2011. у насељу је живело 669 становника. Насеље се налази на надморској висини од 505 м.

## Становништво
| 1936. | 1951. | 1961. | 1971. | 1981. | 1991. | 2001. | 2011. |
| ----- | ----- | ----- | ----- | ----- | ----- | ----- | ----- |
| 4.589 | 4.449 | 4.042 | 3.019 | 2.607 | 2.526 | 2.345 | 2.260 |

## Партнерски градови
- Montreuil-le-Gast